# Anju (gastronomia)

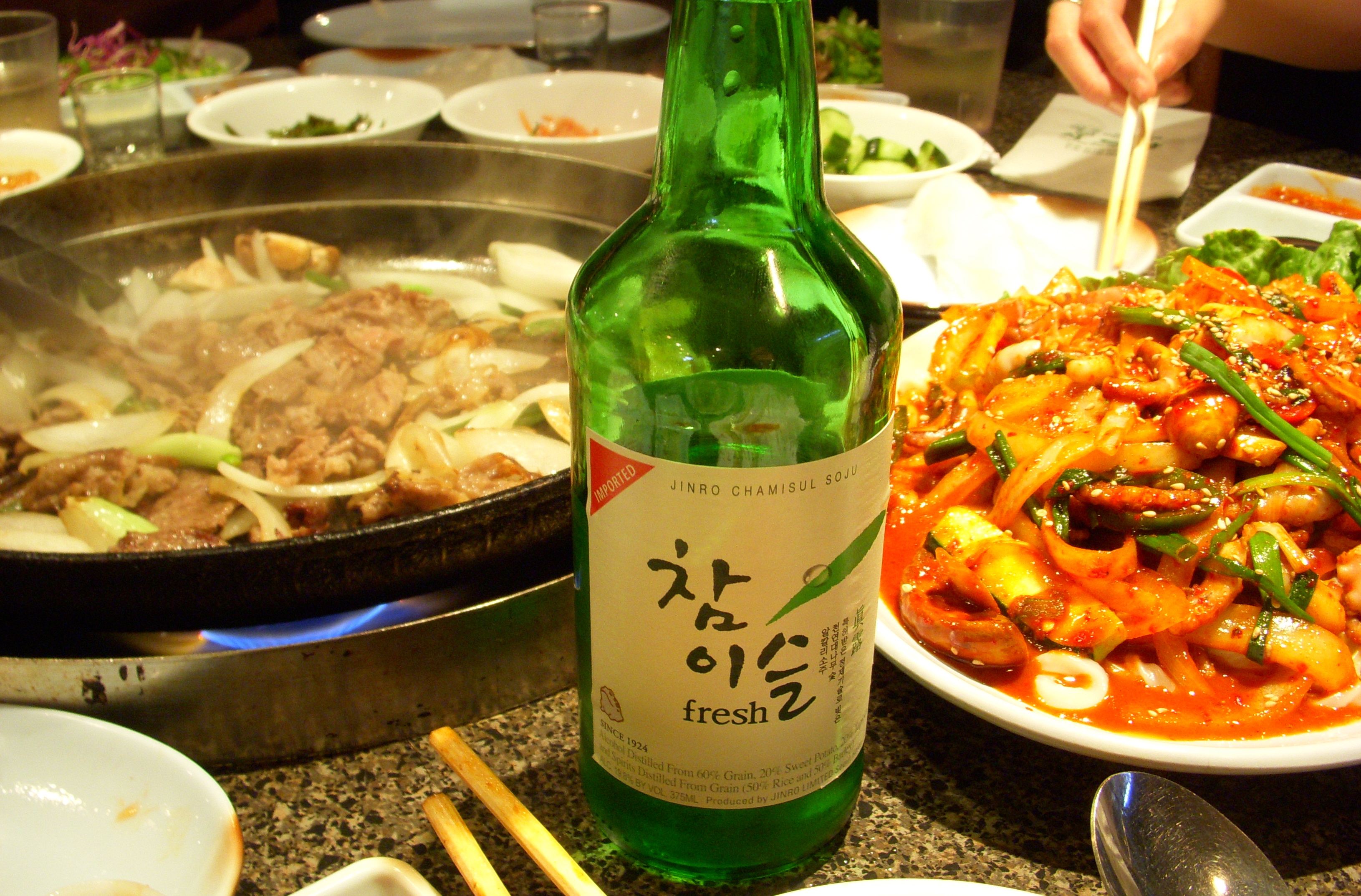
Una bottiglia di soju servita con due piatti di bulgogi e nakji bokkeum (2008)

Anju (안주?, 按酒?, anjuMR) è un termine coreano che indica un alimento consumato con bevande alcoliche.

## Storia
Fino all'epoca della dinastia Chosun, l'alcol veniva servito principalmente nelle jumak: taverne dove venivano servite agli ospiti zuppe di riso, insieme ad alcolici tradizionali fra cui il makgeolli. Dal diciannovesimo secolo, con l'importazione della birra e di altri cibi occidentali dal Giappone, i bar e i pub accrebbero di una nuova popolarità e molte specialità occidentali iniziarono a essere consumate con l'alcool diventando degli anju. Oggi i piatti anju costituiscono una significativa fonte di guadagno per molti negozianti.

## Caratteristiche
I piatti anju includono il golbaengi-muchim (un piatto di lumache coreano), il nogari (a base di merluzzo e arachidi), il samgyeopsal (pancetta grigliata condita con verdure), il pollo fritto coreano e lo jokbal (preparato usando le zampe del maiale), mentre fra le bevande predilette in questo tipo di alimenti vi sono il soju, il makgeolli e la birra.